# David Popovici
David Popovici (Bucarest, 15 settembre 2004) è un nuotatore rumeno, vincitore della medaglia d'oro olimpica nei 200 m stile libero a Parigi 2024.
Velocista e specializzato nello stile libero, è stato campione del mondo nei 100 metri e nei 200 metri stile libero in vasca lunga nel 2022. Detiene inoltre il record europeo nei 100 metri stile libero e il record mondiale juniores nei 200 metri stile libero (1'42"97).

## Biografia
Nel 2019 partecipò al festival olimpico della gioventù europea a Baku, conquistando l'oro nei 100 metri stile libero e l'argento nei 50 e 200 metri stile libero. Ai campionati europei di nuoto 2020 si piazzò sesto nei 100 metri stile libero, con il tempo di 48"08.
Ai campionati europei giovanili 2021, disputati a Roma, migliorò due volte il record mondiale juniores nei 100 metri stile libero, nuotandoli in 47"56 nella staffetta 4x100 stile libero e in 47"30 nella gara individuale, decima miglior prestazione assoluta di sempre. Ha rappresentato la Romania ai Giochi olimpici estivi di Tokyo 2020, dove si è classificato 4º nei 200 m stile libero, terminando alle spalle dei britannici Thomas Dean e Duncan Scott e del brasiliano Fernando Scheffer.
Ai campionati mondiali in vasca lunga di Budapest 2022 conquista l'oro nei 200 metri stile libero, facendo anche segnare il record mondiale giovanile sulla distanza con il tempo di 1'43"21.
Grazie all’oro ottenuto nei 100 metri stile libero diventa il secondo nuotatore della storia a piazzare la doppietta 100/200, eguagliando l'impresa dell'allora 18enne statunitense Jim Montgomery che vi riuscì nei primissimi Mondiali a Belgrado nel 1973.
Ai campionati europei di Roma del 2022 conquista l'oro dei 100 stile libero, infrangendo il record mondiale di Cesar Cielo Filho e portandolo a 46"86. Vince anche i 200 metri stile libero, migliorando ulteriormente il proprio record mondiale juniores (1'42"97).
Dopo un 2023 sottotono, l'anno successivo conquista due ori agli europei di Belgrado, vincendo (come due anni prima a Roma) 100 e 200 metri stile libero. Un mese dopo i successi continentali prende parte alle Olimpiadi di Parigi, dove si aggiudica la medaglia d'oro nei 200 m stile libero, precedendo il britannico Matthew Richards e lo statunitense Luke Hobson. Nei 100 metri stile libero, invece, sale sul terzo gradino del podio.
Il 28 giugno 2025, agli europei under 23 di Šamorín, sigla il nuovo record europeo nei 100 metri stile libero con il crono di 46"71. Il 29 luglio vince il suo terzo oro mondiale aggiudicandosi i 200 metri stile libero durante la rassegna iridata di Singapore; due giorni dopo si ripete anche nei 100 metri stile libero abbassando il suo record europeo a 46"51, crono che vale anche il nuovo record dei campionati.

## Palmarès
| Anno | Manifestazione          | Sede      | Evento           | Risultato | Prestazione | Note                                                          |
| ---- | ----------------------- | --------- | ---------------- | --------- | ----------- | ------------------------------------------------------------- |
| 2019 | EYOF                    | Baku      | 50 m sl          | Argento   | 23"03       |                                                               |
| 2019 | EYOF                    | Baku      | 100 m sl         | Oro       | 49"82       | Record dei campionati                                         |
| 2019 | EYOF                    | Baku      | 200 m sl         | Argento   | 1'50"93     |                                                               |
| 2021 | Europei giovanili       | Roma      | 50m sl           | Oro       | 22"22       |                                                               |
| 2021 | Europei giovanili       | Roma      | 100m sl          | Oro       | 47"30       |                                                               |
| 2021 | Europei giovanili       | Roma      | 200m sl          | Oro       | 1'45"95     |                                                               |
| 2021 | Europei giovanili       | Roma      | 4x100m sl        | Argento   | 3'19"93     |                                                               |
| 2021 | Giochi olimpici         | Tokyo     | 200m sl          | 4º        | 1'44"68     |                                                               |
| 2021 | Europei in vasca corta  | Kazan'    | 200m sl          | Oro       | 1'42"12     |                                                               |
| 2022 | Mondiali                | Budapest  | 100 m sl         | Oro       | 47"58       |                                                               |
| 2022 | Mondiali                | Budapest  | 200 m sl         | Oro       | 1'43"21     | Record nazionale                                              |
| 2022 | Europei giovanili       | Otopeni   | 50 m sl          | Oro       | 22"16       |                                                               |
| 2022 | Europei giovanili       | Otopeni   | 100 m sl         | Oro       | 47"69       |                                                               |
| 2022 | Europei giovanili       | Otopeni   | 200 m sl         | Oro       | 1'45"45     |                                                               |
| 2022 | Europei giovanili       | Otopeni   | 4x100 m sl       | Oro       | 3'18"93     |                                                               |
| 2022 | Europei giovanili       | Otopeni   | 4x100 m sl mista | Argento   | 3'29"35     |                                                               |
| 2022 | Europei                 | Roma      | 100 m sl         | Oro       | 46"86       | Record mondiale                                               |
| 2022 | Europei                 | Roma      | 200 m sl         | Oro       | 1'42"97     | Miglior prestazione mondiale under 18 · Record dei campionati |
| 2022 | Mondiali giovanili      | Lima      | 100 m sl         | Oro       | 47"13       |                                                               |
| 2022 | Mondiali giovanili      | Lima      | 200 m sl         | Oro       | 1'46"18     | Record dei campionati                                         |
| 2022 | Mondiali giovanili      | Lima      | 4x100 m sl       | Oro       | 3'18"84     |                                                               |
| 2022 | Mondiali giovanili      | Lima      | 4x100 m sl mista | Argento   | 3'30"39     |                                                               |
| 2022 | Mondiali in vasca corta | Melbourne | 200 m sl         | Argento   | 1'40"79     |                                                               |
| 2023 | Europei in vasca corta  | Otopeni   | 100 m sl         | Bronzo    | 46"05       |                                                               |
| 2024 | Europei                 | Belgrado  | 100 m sl         | Oro       | 46"88       |                                                               |
| 2024 | Europei                 | Belgrado  | 200 m sl         | Oro       | 1'43"13     |                                                               |
| 2024 | Giochi olimpici         | Parigi    | 100 m sl         | Bronzo    | 47"49       |                                                               |
| 2024 | Giochi olimpici         | Parigi    | 200 m sl         | Oro       | 1'44"72     |                                                               |
| 2025 | Europei U23             | Šamorín   | 50 m sl          | Bronzo    | 21"86       |                                                               |
| 2025 | Europei U23             | Šamorín   | 100 m sl         | Oro       | 46"71       | Record europeo                                                |
| 2025 | Europei U23             | Šamorín   | 200 m sl         | Oro       | 1'43"64     |                                                               |
| 2025 | Mondiali                | Singapore | 100 m sl         | Oro       | 46"51       | Record europeo · Record dei campionati                        |
| 2025 | Mondiali                | Singapore | 200 m sl         | Oro       | 1'43"53     |                                                               |

## Primati personali
I suoi primati personali in vasca da 50 metri sono:
- 50 m stile libero: 22"16 (2022)
- 100 m stile libero: 46"71 (2025)
- 200 m stile libero: 1'42”97 (2022)

I suoi primati personali in vasca da 25 metri sono:
- 100 m stile libero: 45"64 (2022)
- 200 m stile libero: 1'40"79 (2022)

## Riconoscimenti
- LEN Award: 2022
- Atleta dell'anno World Aquatics: 2022
- World Swimmer of the Year: 2022
- European Swimmer of the Year: 2022